# امین‌آباد (ساوجبلاغ)
امین‌آباد روستایی از توابع بخش چندار شهرستان ساوجبلاغ در استان البرز ایران است. ساکنین روستای امین‌آباد تات هستند و به زبان تاتی سخن می‌رانند.

## جمعیت
این روستا در دهستان برغان قرار دارد و براساس سرشماری مرکز آمار ایران در سال ۱۳۸۵، جمعیت آن ۳۷ نفر (۸خانوار) بوده‌است.